# Индийский дебют
Индийский дебют (англ. Indian game) — название для группы дебютов, характеризующихся ходами 1. d4 Кf6.

## Описание
Представляет в той или иной степени гипермодернисткую защиту, где чёрные приглашают белых установить присутствие в центре с планом подрыва оного. Хотя индийская защита отстаивалась в 1920-х годах игроками гипермодернистской школы, она не была полностью принята до тех пор, пока советские игроки не показали в конце 1940-х годов, что эти системы подходят для черных. С тех пор индийская защита стала популярным способом ответа черных на первый ход d4, ввиду того что предлагает сбалансированную игру с шансами на победу для обеих сторон.
В дальнейшем при популярных ответах игра обычно переходит в следующие продолжения:
- Староиндийская защита
- Индийская защита
- Новоиндийская защита
- Защита Нимцовича
- Защита Грюнфельда
- Защита Боголюбова
- Защита Бенони
- Атака Тромповского
- Каталонское начало

И некоторые другие, например не часто используемый в современных турнирах гамбит Бронштейна.

## История
Самое раннее известное использование термина было в 1884 году, когда М. Баннерджи играл против Д. Кохрена, в описании Ф. У. Сарджента. Вариант популяризован С. Тартаковером в начале 1920-х годов. 